# Rappresaglie di Sesso
Le rappresaglie di Sesso sono stati una serie di crimini di guerra perpetrati dalla Guardia Nazionale Repubblicana e dalla Brigata Nera repubblicana coadiuvati da alcuni reparti dell'esercito tedesco nell'omonima frazione reggiana tra il 17 ed il 21 dicembre 1944. Nel corso delle operazioni trovarono la morte 23 partigiani cinque dei quali appartenenti alla famiglia Manfredi e due alla famiglia Miselli.

## Antefatti
Nel corso della guerra di Liberazione la frazione di Sesso, situata a 4 km a nord-ovest da Reggio, lungo la SS 63, divenne un importante centro della lotta partigiana. In questa località infatti, i resistenti, inquadrati principalmente nella 77ª Brigata SAP, potevano contare sull'appoggio di una buona parte della popolazione nonché sulla presenza di numerose case di latitanza e di depositi clandestini. Uno dei principali punti di riferimento della resistenza locale era la casa della famiglia Manfredi, situata in posizione isolata lungo l'argine destro del Crostolo.
La famiglia Manfredi, residente a Sesso dal 1923, era costituita dal capofamiglia Virginio, socialista ed antifascista di lungo corso, dalla moglie Maria Giglioli e dai figli Aldino, Alfeo, Attilio, Gino e Guglielmo. Un quinto figlio Tito, viveva in un'altra località. Nel 1944 divenne sede di un'organizzazione paramilitare in supporto dei gruppi di Azione Patriottica attivi nella zona che qui settimanalmente vi si riunivano.
Un'altra famiglia di Sesso particolarmente attiva nella lotta antifascista e partigiana fu quella dei Miselli, formata dal capofamiglia Ferdinando, dalla moglie Emilia Poli e dai figli Remo, Ulderico ed Enza. Il 25 novembre 1944 Ulderico Miselli fu catturato dai tedeschi dopo un combattimento a Succiso di Ramiseto, nell'Appennino reggiano, e fucilato due giorni dopo a Ciano d'Enza.
Per contrastare l'attività partigiana i fascisti dell'Ufficio Politico Investigativo (UPI) infiltrarono nelle file della Resistenza locale una spia. Questi  riferì sui principali fiancheggiatori e sostenitori dei partigiani.

## I fatti

### Rastrellamento del 16-17 dicembre
Nella notte tra il 16 ed il 17 dicembre un reparto di circa 174 militi fascisti guidato dal capitano Bonini piombò su Sesso per rastrellare la località su ordine del comandante provinciale della Guardia Nazionale Repubblicana Anselmo Ballarino. Furono così perquisite e razziate diverse abitazioni; in quella della famiglia Iotti vi furono sorpresi quattro partigiani intenti ad ascoltare Radio Londra. I malcapitati, tra cui Alfeo Manfredi, furono catturati e poco dopo fucilati lungo la strada per Mancasale. Altri sette prigionieri invece vennero condotti nelle carceri di Reggio per gli interrogatori.

### Rappresaglia partigiana
La sera del 19 dicembre un gruppo di partigiani, travestiti da militi della GNR, eliminarono quattro presunti delatori e le due figlie di uno di essi. Le due ragazze, la cui esecuzione non era prevista, pagarono con la vita l'aver riconosciuto e chiamato per nome uno dei partigiani.

### Strage del 20 dicembre
Per vendicarsi delle uccisioni del giorno prima i fascisti, supportati da alcuni ufficiali tedeschi, organizzarono un grande rastrellamento che prese il via all'alba del 20 dicembre e che coinvolse tutta la frazione di Sesso. Per portare a termine il piano furono impiegati ben 186 uomini della XXX Brigata Nera di Reggio, dell'esercito repubblichino e della GNR, guidati dal maggiore Attilio Tesei, capo dell'Ufficio politico investigativo di Reggio Emilia. L'azione repressiva fascista si concentrò in particolare contro la casa della famiglia Manfredi e contro quella della famiglia Miselli.
Nel corso del rastrellamento furono in tutto fermate 432 persone, delle quali poi 57 furono tratte agli arresti e poi rinchiuse nei locali dell'ex-cooperativa. Qui furono sottoposte a torture e pesanti interrogatori. Gino Manfredi, catturato dai fascisti e torturato con un coltello ed un ferro da stiro, cercò invano di salvare i fratelli addossandosi la responsabilità delle azioni partigiane dei giorni precedenti. Dopo una serie di trattative con i tedeschi, e nonostante l'intervento del parroco Don Gambini, i repubblichini decisero di fucilare quattordici prigionieri. Tra le vittime della strage figurò anche il vecchio Virginio Manfredi il quale, avendo compreso il destino dei suoi figli, si offrì volontario al plotone d'esecuzione.

### I fucilati del 21 dicembre
Il giorno seguente un gruppo di cinque giovani diretti a Reggio nell'Emilia attraversò Sesso in sella alle loro biciclette. Fermati da un gruppo di militi della Brigata Nera, i ragazzi furono arrestati e fucilati lungo l'argine del Crostolo dietro casa Manfredi.

## Vittime

### Uccisi il 17 dicembre
- Franco Ferrari, classe 1926;
- Emidio Ferrari, classe 1920;
- Alfeo Manfredi, classe 1909;
- Angiolino Orsini, classe 1910.

### Uccisi il 20 dicembre
- Domenico Catellani, classe 1921;
- Effrem Conforti, classe 1923;
- Aldo Corradini, classe 1925;
- Spartaco Davoli, classe 1922;
- Virginio Manfredi, classe 1878;
- Gino Manfredi, classe 1915;
- Aldino Manfredi, classe 1910;
- Guglielmo Manfredi, classe 1912;
- Ferdinando Miselli, classe 1886;
- Remo Miselli, classe 1914;
- Umberto Pistelli, classe 1927;
- Loris Simonazzi, da Castelnovo di Sotto, classe 1923;
- Domenico Tosi, classe 1920;
- Emore Veronesi, classe 1920.

### Uccisi il 21 dicembre
- Dino Ferrari, da Castelnovo di Sotto, classe 1924;
- Alfredo Orioli, da Castelnovo di Sotto, classe 1925;
- Luigi Lusetti, da Castelnovo di Sotto, classe 1924;
- James Cavazzoni, da Cadelbosco di Sopra, classe 1920;
- Pierino Soliani, da Gattatico, classe 1923.

## Risvolti processuali
Attilio Tesei fu condannato a morte in contumacia dalla Corte d'Assise Straordinaria di Reggio nell'Emilia il 23 dicembre 1945. La sentenza, nel frattempo commutata in ergastolo, fu in parte condonata e ridotta a diciannove anni dal tribunale di Bologna il 21 marzo 1951. Nel maggio 1954 Tesei, che era stato arrestato in quello stesso anno, presentò ricorso alla Cassazione che annullò la sentenza rinviandola al tribunale di Perugia. La corte umbra, con sentenza del 17 marzo 1955, condannò l'ex maggiore repubblichino a vent'anni di reclusione, diciannove dei quali però condonati. Il 25 agosto 1959 la Corte d'Appello di Firenze dichiarò estinti i reati per sopraggiunta amnistia.
Il tenente Emilio Carlotto fu anch'egli condannato a morte dalla Corte d'Assise Straordinaria di Reggio nell'Emilia nel 1945. La pena fu poi sospesa e l'imputato fu rinviato a giudizio a Firenze. Sottoposto a perizia psichiatrica Carlotto fu poi amnistiato.

## Omaggi e monumenti
Poco dopo i fatti la 77ª Brigata SAP venne ribattezzata 77ª Brigata SAP "Fratelli Manfredi". Il 16 dicembre 1945 fu inaugurato un cippo a ricordo delle vittime dell'eccidio. Un secondo ed un terzo cippo furono eretti sui luoghi delle esecuzioni del 17 dicembre e del 21 dicembre.
Il 9 maggio 1976 nel parco dei Martiri di Villa Sesso fu inaugurata un'imponente scultura di Luigi Ferrari eretta per iniziativa di un comitato promotore.
Nel novembre 2018 il comune di Reggio Emilia ha dato il via alla valorizzazione di casa Manfredi, da tempo disabitata e pericolante. Il 27 settembre 2020 è stato inaugurato sul muro laterale di casa Manfredi un murales con i volti di Virginio, Alfeo, Gino, Aldino e Guglielmo Manfredi e Ferdinando, Ulderico e Remo Miselli.
I comuni di Boretto, Campagnola, Guastalla, Novellara e Reggio Emilia hanno vie intitolate ai Fratelli Manfredi.